# Silkworm (Computerspiel)
Silkworm ist ein horizontal scrollendes Shoot ’em up Computerspiel, das 1988 von Tecmo zunächst für Spielhallen veröffentlicht wurde. Im Folgejahr wurde es auf Amiga, Amstrad CPC, Atari ST, Commodore 64 von The Sales Curve portiert und von Virgin Mastertronic veröffentlicht. Im Jahr 1990 folgte die Portierung auf NES.
Mit SWIV existiert ein spiritueller Nachfolger.

## Spielprinzip
Ein Spieler steuert einen Kampfhelikopter, ein optionaler zweiter Spieler lenkt einen bewaffneten Geländewagen. Beide müssen auftauchende Gegner bekämpfen und sich dabei gegenseitig Hindernisse aus dem Weg räumen.

## Rezeption
Schwachpunkt des Spiels seien die monotonen Hintergründe, die sich nur farblich unterscheiden. Dagegen seien Musik, Effekte und vor allem die Liebe zum Detail lobenswert. Besonders lobenswert seien die Steuerung und das ausgeklügelte sowie stets faire Gameplay. Es handele sich um eine detaillierte Portierung des Spielhallenklassikers. Lediglich der Sound sei für das, was die Amiga Plattform hergibt, schwach.